# Theodor von der Goltz

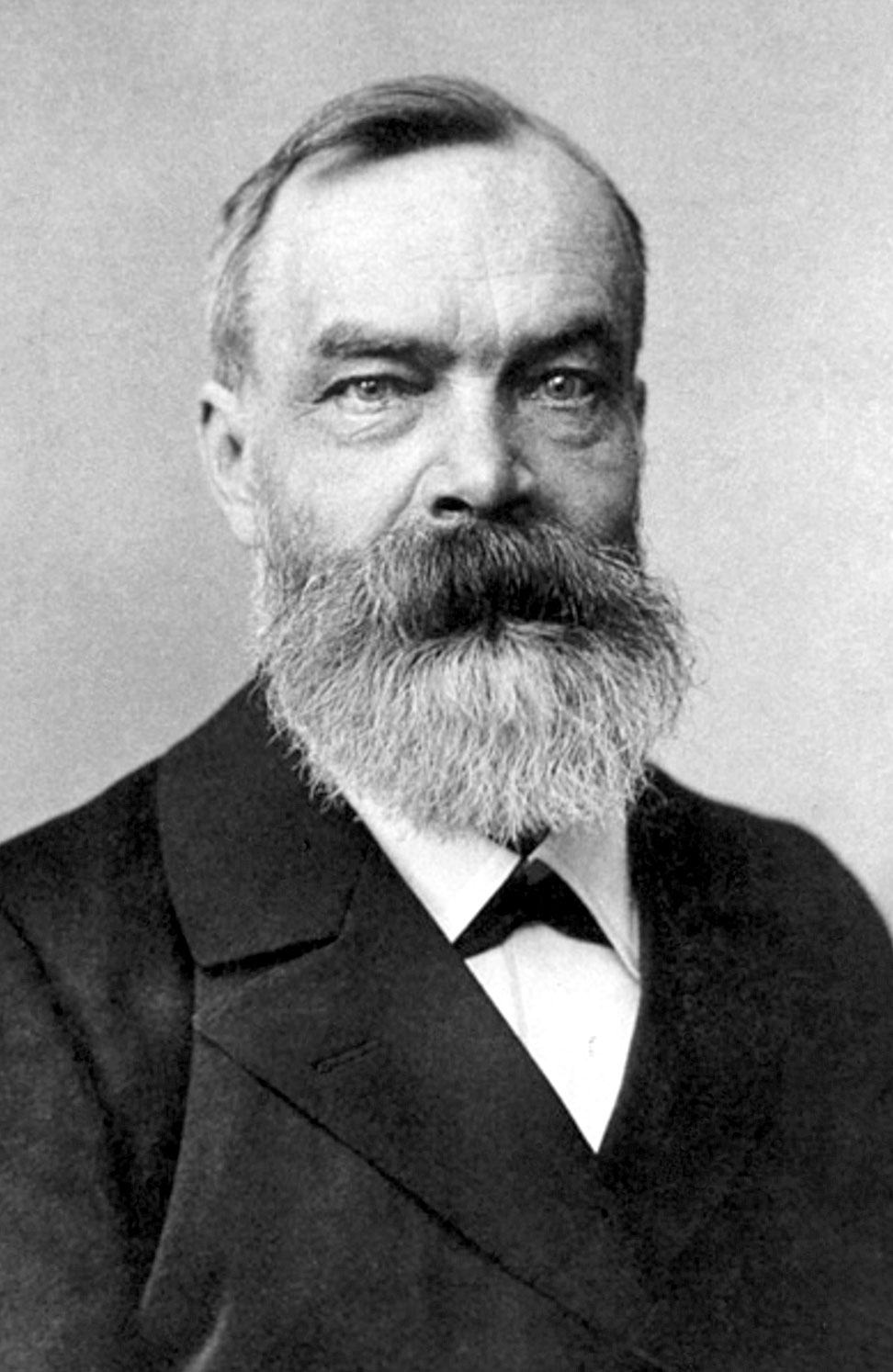

Theodor Alexander Georg Ludwig Freiherr von der Goltz, född 10 juli 1836 i Koblenz, död 6 november 1905 i Bonn, var en tysk lantbruksvetare. 
Goltz blev efter en grundlig teoretisk och praktisk utbildning 1869 professor i lanthushållning i Königsberg och 1876 föreståndare för det där nyinrättade lantbruksinstitutet, mottog 1885 motsvarande tjänster vid Jena universitet och blev 1896 professor vid Bonns universitet och föreståndare för lantbruksakademien i Poppelsdorf.
Goltz intresserade sig i synnerhet för jordbruksekonomiska frågor och var sin tids främste författare i Tyskland på detta område. Han utgav bland annat Beitrag zur Geschichte der Entwickelung der ländlichen Arbeiterverhältnisse im nordöstlichen Deutschland (1863), Ländliche Arbeiterwohnungen (1865, prisskrift), Die landwirtschaftliche Buchführung (1866; nionde upplagan 1903; "Enkelt och dubbelt landtbruksbokhålleri", 1889), Die heutigen Aufgaben des landwirtschaftlichen Gewerbes und seiner Wissenschaft (1870), Die ländliche Arbeiterfrage und ihre Lösung (1872; andra upplagan 1874) och Die sociale Bedeutung des Gesindewesens (1873), Die Lage der ländlichen Arbeiter im deutschen Reich (1875, tillsammans med Richter och von Langsdorff), Landwirtschaftliche Taxationslehre (två band, 1880–82; tredje upplagan 1903), Handbuch der landwirtschaftlichen Betriebslehre (1886; tredje upplagan 1905), Die agrarischen Aufgaben der Gegenwart (1894), Agrarwesen und Agrarpolitik (1899; andra upplagan 1904), Geschichte der deutschen Landwirtschaft (två band, 1902–03), Leitfaden der landwirtschaftlichen Betriebslehre (1897) och den tillsammans med andra utgivna "Handbuch der gesammten Landwirtschaft" (tre band, 1888–90). På svenska finns ytterligare "Kyrkans uppgifter gentemot arbetareståndet i stad och på land" (1899).